# 브라이튼 여의도
브라이튼 여의도(영어: BRIGHTEN Yeouido)는 대한민국 서울특별시 영등포구 여의도동에 있는 주상복합 아파트이다. 2019년에 착공하여 2023년에 완공했다. 여의도 문화방송 구사옥을 철거하고 브라이튼 여의도(49층, 168m), 브라이튼 여의도 오피스텔(49층, 168m), 앵커원(49층, 168m)이 들어섰다.

## 역사
문화방송은 2017년 7월 24일 여의도 구 사옥에 NH투자증권 컨소시엄과 건설사 신영, GS건설이 참여하여 업무시설, 아파트 2개 동, 오피스텔 등 연면적 22만 제곱미터 규모의 복합 시설 4개 동을 2022년 하반기까지 완공하기로 합의하였다. 2019년 기존 지웰시티자이에서 브라이튼 여의도로 명칭을 변경했다. 브라이튼(BRIGHTEN)은 "반짝이게 하다", "~에 활기를 주다"라는 뜻이다. 2023년 9월 완공 후 여의도에서 가장 높은 아파트가 되었다.

## 구성
아파트동, 오피스텔동, 업무동으로 구성되어 있다.
| 명칭       | 층수 |
| ---------- | ---- |
| 아파트 A동 | 49층 |
| 아파트 B동 | 49층 |
| 오피스텔동 | 49층 |
| 업무동     | 32층 |

## 높이
완공 당시 여의도에서 가장 높은 아파트가 되었다. 여의도 금호 리첸시아(최고 40층, 151m)보다 높은 건물이 되었다. 주변에 있는 오피스텔인 브라이튼 여의도 오피스텔(49층, 168m)은 완공 당시 여의도에서 가장 높은 오피스텔이 되었다. 에스트레뉴 타워(49층, 154m)보다 높게 지었다.

## 특징
브라이튼 여의도는 여의도 MBC 그 자리에 새로운 상징을 올린다. 파노라믹 뷰는 도심에서 처음 경험하는 탁 트인 파노라마 조망이다. 아이코닉 로케이션은 국제금융도시 여의도 중심을 더 눈부시게 더 특별하게다. 클래스와이 라이프 스타일은 일상의 격을 한차원 더 높여주는 라이프 세상이다. 내러티브 오브 라이프는 여의도가 기다리던 가치를 담은 빛나는 삶의 이야기다. 글로우 스페이스는 생활도 전망도 와이도 하게 담아내는 특화 공간 디자인이다. 익스테리어 오브제는 여의도 스카이라인을 바꾸는 시그니처 그 이사이다. 라이프 인 여의도는 여의도의 특별한 내일이 펼쳐진다. 아파트는 소셜 리더를 위한 최고의 가치를 담은 주거공간이다. 세대는 아파트는 총 454세대가 있고 오피스텔은 총 849세대가 있다. 아파트는 유리난간을 사용하고 있고 오피스텔은 입면분할창을 사용하고 있다.

## 내부 시설

### 101동
| 층수                | 시설           |
| ------------------- | -------------- |
| 28층 ~ 49층         | 아파트         |
| 27층                | -              |
| 4층 ~ 26층          | 아파트         |
| 2층 ~ 3층           | 판매시설       |
| 1층                 | 로비, 판매시설 |
| 지하 6층 ~ 지하 1층 | 지하주차장     |

### 102동
| 층수                | 시설           |
| ------------------- | -------------- |
| 27층 ~ 49층         | 아파트         |
| 26층                | -              |
| 3층 ~ 25층          | 아파트         |
| 2층                 | 판매시설       |
| 1층                 | 로비, 판매시설 |
| 지하 6층 ~ 지하 1층 | 지하주차장     |

### 오피스텔
| 층수                | 시설                        |
| ------------------- | --------------------------- |
| 24층 ~ 49층         | 오피스텔                    |
| 23층                | 피난안전구역 / 중간 기계실  |
| 4층 ~ 22층          | 오피스텔, 커뮤니티센터(4층) |
| 2층 ~ 3층           | 판매시설                    |
| 1층                 | 로비, 판매시설              |
| 지하 6층 ~ 지하 1층 | 지하주차장                  |

## 갤러리

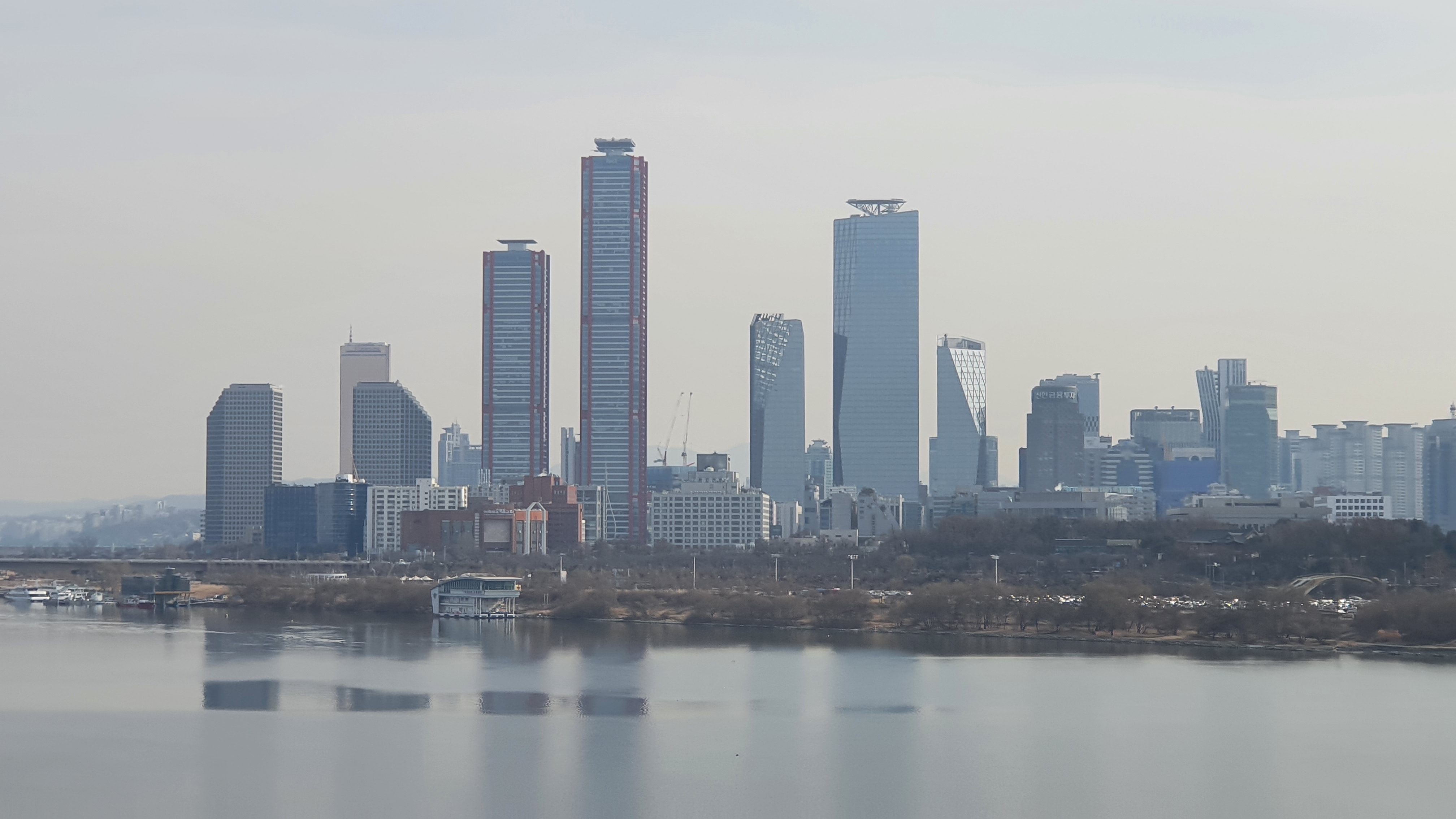
2022년 2월 9일
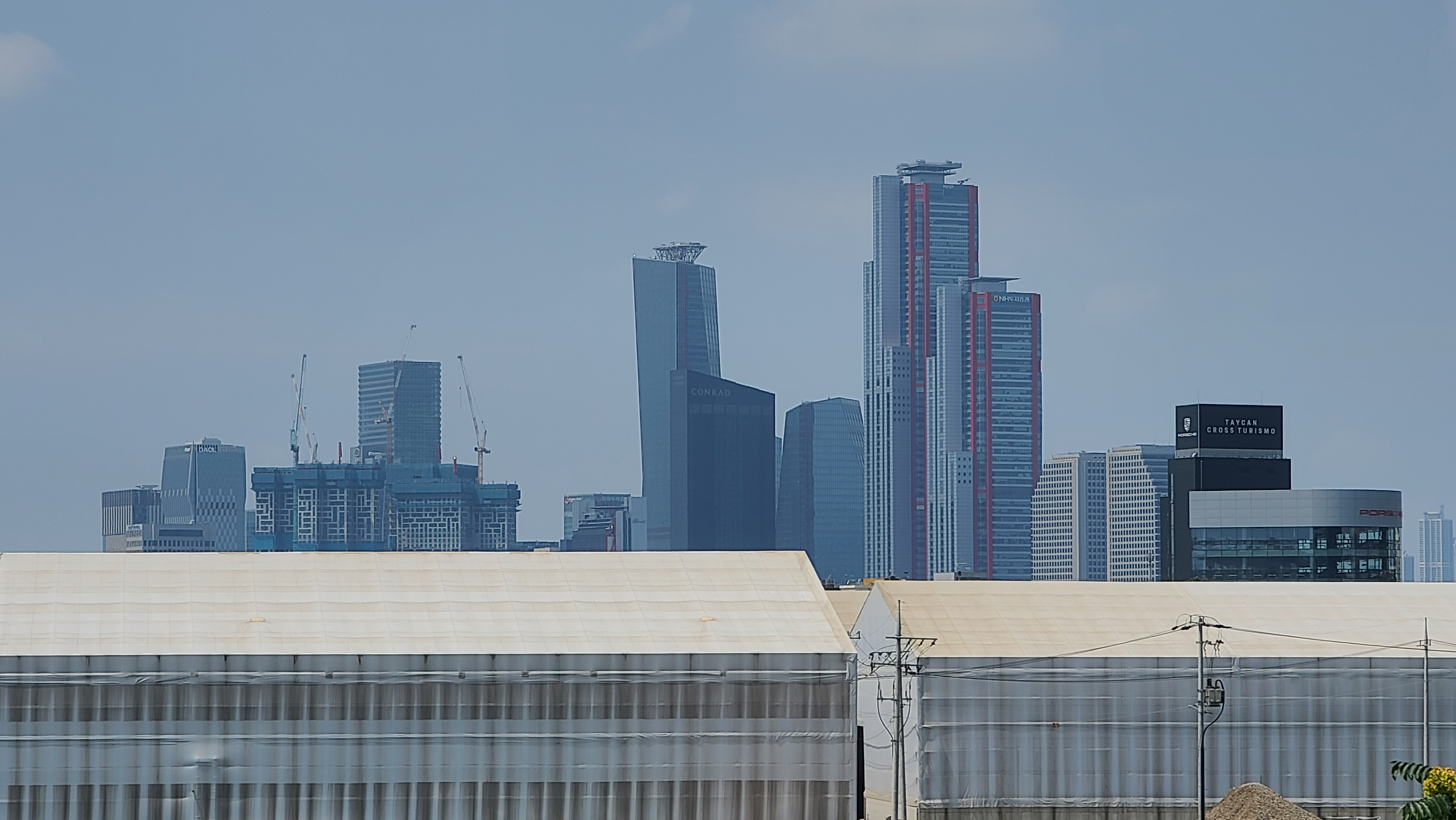
2022년 7월 28일
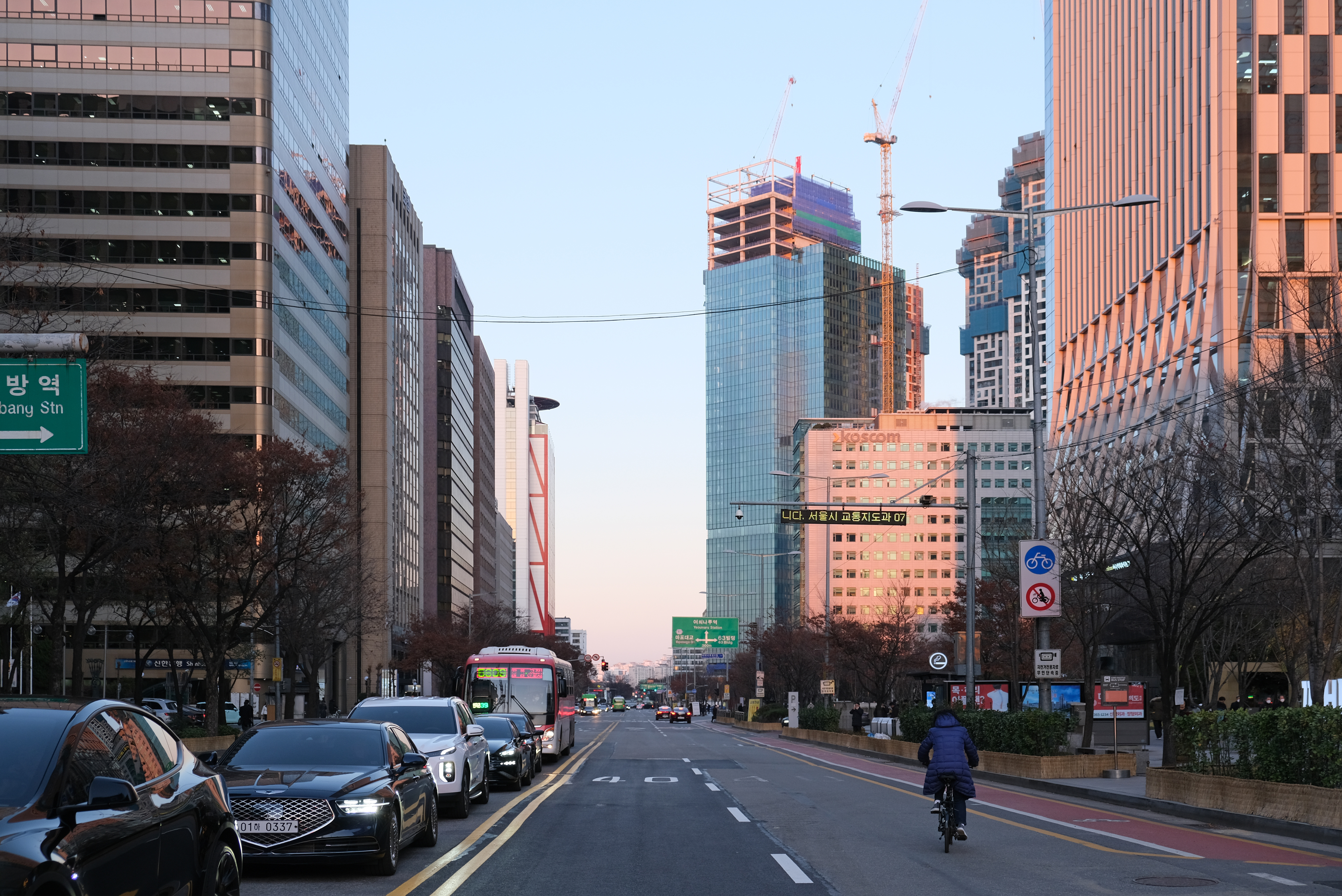
2022년 11월 1일
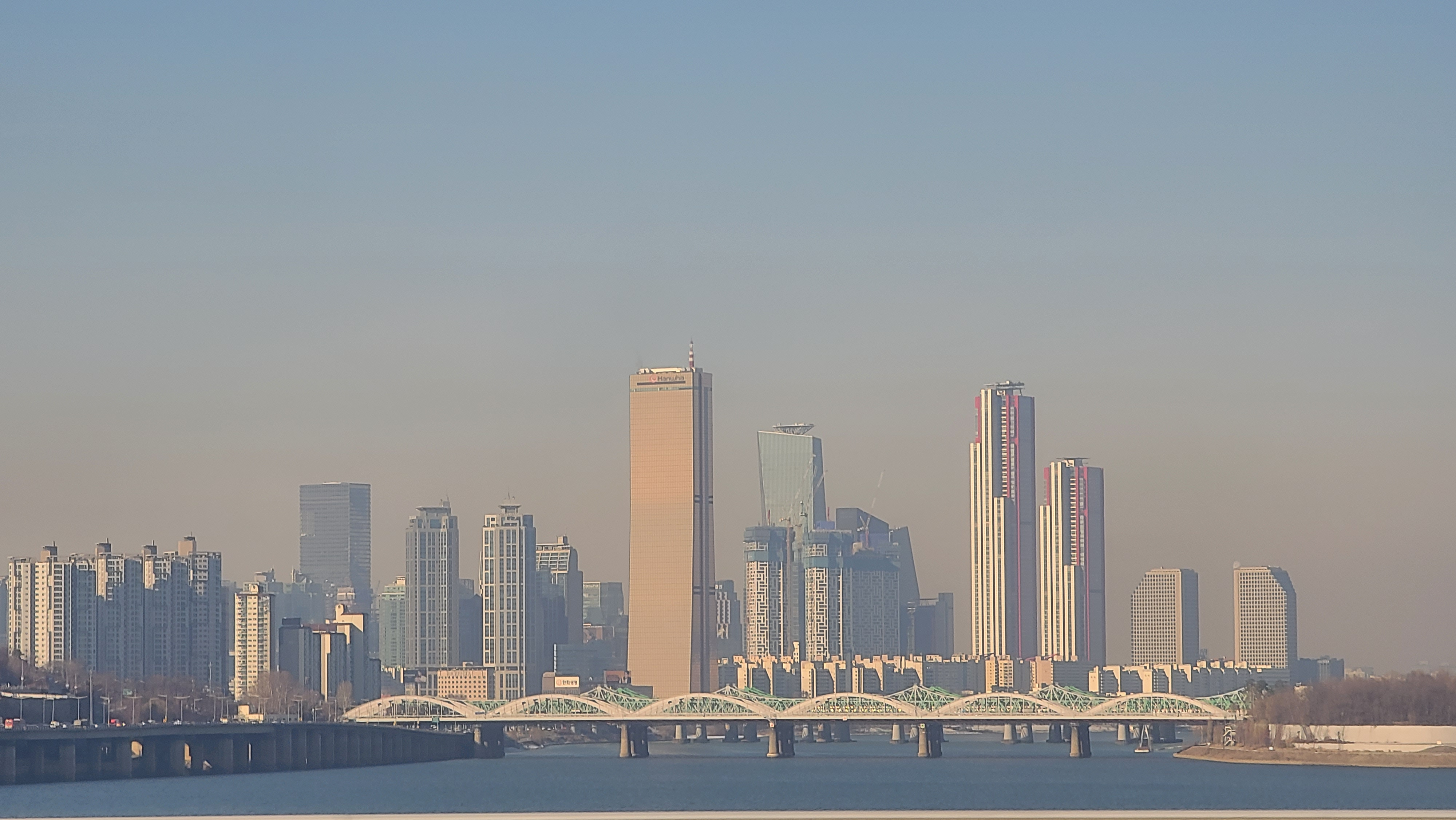
2022년 12월 20일
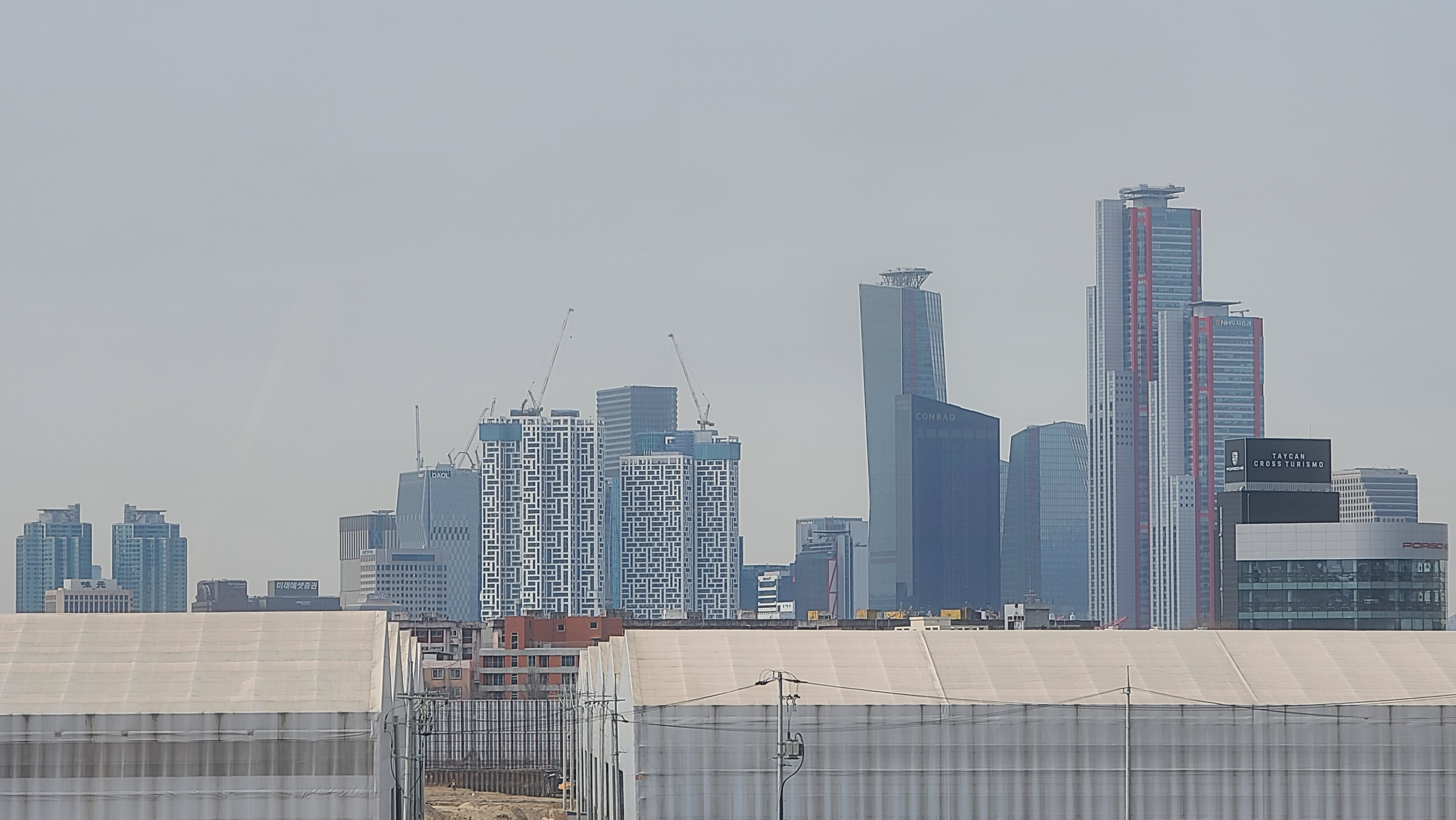
2023년 3월 17일
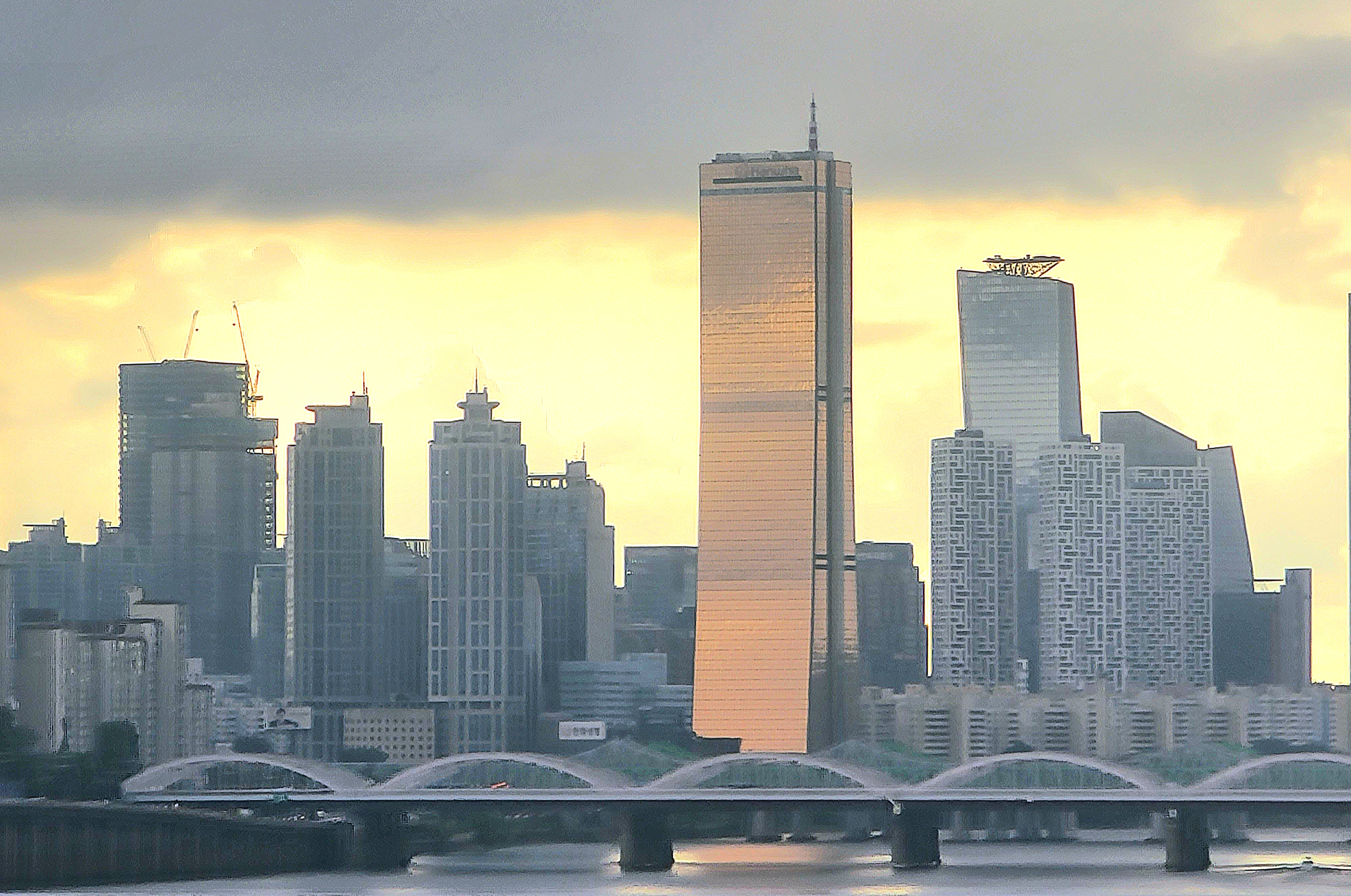
2023년 7월 26일
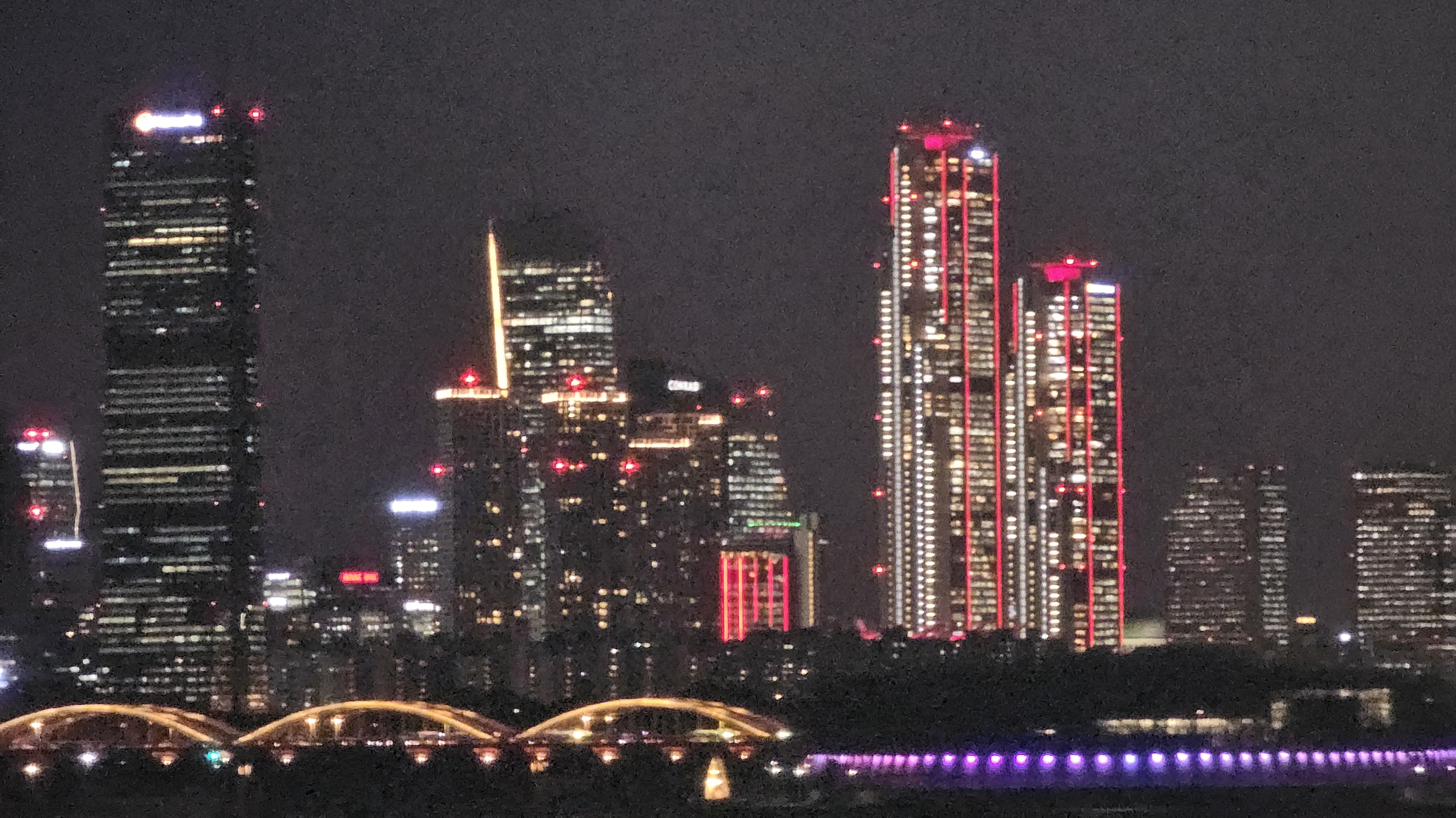
2024년 1월 15일

## 같이 보기
- 브라이튼 여의도 오피스텔
- 서울특별시의 마천루 목록